# Óbudai Feltámadt Üdvözítő temetőkápolna
Az Óbudai Feltámadt Üdvözítő temetőkápolna, gyakran csak az Óbudai temető kápolnája egy templom a Budapest III. kerületében fekvő Óbudai temetőben (1037 Budapest, Bécsi út 365.).

## Története
Az Óbudai temető 1910-ben nyílt meg. A római katolikus kápolnát 20 évvel később, 1930-ban építették meg. Tervezője Adamek Ferenc volt. Felszentelése 1930. október 19-én tartotta Mészáros János érseki helytartó.
Festett üvegablakait Palka József készítette, több üvegablak neves óbudai családok megrendelésére készült, főleg Árpád-házi szenteket ábrázolnak. A  belső szobrászi munkálatokat Schmidt és Kelemen cég végezte el.
A kápolna a Temetkezési Vállalat tulajdonát képezi. Szentmisét alkalmi jelleggel tartanak benne. Vallási szempontból a Budapest-Óbudai Szent Péter és Szent Pál főplébániához tartozik. A templomot két oldalról hasonló stílusban kialakított iroda és a lakások épülete fogja körül.